# 센나 글리코사이드
센나 글리코사이드(senna glycoside), 세노사이드(센노사이드, 센노시드, sennoside), 간단히 센나(세나, senna)는 변비 치료 및 수술 전 대장 비우기에 쓰이는 약물이다. 이 약물은 구강이나 직장을 통해 적용한다. 직장으로 투여했을 때에는 보통 수분 안에 효력이 일어나기 시작하며, 구강의 경우 12시간 이내에 시작한다. 비사코딜이나 피마자유에 비해 강도가 더 약한 완하제이다.
센나는 의료제도에서 필수적인, 가장 효과적이고 안전한 약물을 기재한 WHO 필수 약물 목록에 등재되어 있다. 일반의약품으로 구매가 가능하며 상대적으로 가격이 저렴하다.